# Hermann Rothe (Mathematiker)
Hermann Rothe (* 28. Dezember 1882 in Wien; † 18. Dezember 1923 ebenda) war ein österreichischer Mathematiker.

## Leben und Wirken
Rothe studierte an der Universität Wien und der Universität Göttingen und promovierte 1909 in Wien zum Doktor der Technischen Wissenschaften. Danach war er bei Karl Zsigmondy Assistent an der Technischen Hochschule Wien, wo er 1910 habilitierte. 1913 heiratete Rothe und lehrte Mathematik an der Technischen Hochschule als außerordentlicher Professor, und ab 1920 als ordentlicher Professor. 1923 starb Rothe nach langer Krankheit. Er wurde auf dem Grinzinger Friedhof bestattet.
Bekannt wurde Rothe durch seine Arbeiten (1910–1912) mit Philipp Frank über die Spezielle Relativitätstheorie, in denen die Autoren versuchten, die Lorentz-Transformation im Rahmen der Gruppentheorie und ohne Rückgriff auf das Postulat der Konstanz der Lichtgeschwindigkeit abzuleiten.
Während seiner Lehrtätigkeit beschäftigte sich Rothe auch mit der grassmannschen Ausdehnungslehre.

## Schriften
- Frank, P. & Rothe, H.: Über die Transformation der Raum-Zeitkoordinaten von ruhenden auf bewegte Systeme. In: Annalen der Physik. 34. Jahrgang, 1910, S. 825–855 (bnf.fr).

- Rothe, H.: Systeme geometrischer Analyse. In: Encyklopädie der mathematischen Wissenschaften mit Einschluss ihrer Anwendungen. 3.1. Jahrgang, 1921.